# 神山浩樹
神山 浩樹（かみやま ひろき、1967年10月26日 - ）は、IBC岩手放送のアナウンサー、気象予報士、防災士。アナウンス部では部長を務める。

## 略歴
1990年4月にIBCへ入社。『爆発ワイドラジオ新鮮組』のパーソナリティとなり、「ファンキー神山」を名乗った。また、IBC TOP40では伊藤美幸元アナと組んで名コンビと呼ばれ、絶対的な人気を得ていた大塚富夫降板後の同番組を盛り上げた。
1996年に放送されていたテレビ番組『どんchanパラダイス』では、風見好栄・高橋興子と「ザ ビタミンK」というユニットを結成し、「そよ風に乗って」という曲をリリースしている。
2000年3月14日、岩手県内の報道機関職員としては初めて国家資格の気象予報士の試験に合格する。その第13回試験の合格率は5.1％であった。
2000年4月から2004年3月までニュースエコーで毎週金曜日に気象情報を担当。2008年6月14日に発生した岩手・宮城内陸地震、2008年7月24日に発生した岩手北部地震、2010年2月28日に岩手で初めて発令された大津波警報の際など、現地からのリポート担当。2010年9月、県内のラジオ5局が初めて連携して地震・津波への備えを呼びかける「いわて防災ラジオプロジェクト」に参画。2011年3月11日はラジオの生放送の最中に東日本大震災が起き、その夕方には取材スタッフと沿岸へ。発災当初の2週間の内、延べ10日間、陸前高田など被災地からテレビ・ラジオで情報を伝える。
2017年11月には東北学院大学発行、総合学術誌『震災学』vol.11の座談会「アナウンサーたちの3.11」に出席。
第34回（2008年度）アノンシスト賞ラジオ「フリートーク」部門で最優秀賞受賞（サタデーおじゃま商店）。
第37回（2011年度）アノンシスト賞ラジオ「フリートーク」部門で優秀賞受賞（こちら志家町6-1）。
第41回（2015年度）アノンシスト賞活動部門賞受賞（ニュースエコー 仮設住宅は今）。
毎年、8月に雫石町で行われている南部よしゃれ全国大会では司会を務める他、一般の部にも出場している（2018年から司会は長谷川拳杜に代わり現在は出場のみ）。

## エピソード
- 宅地建物取引士、漢字検定（日本漢字能力検定）準1級、丙種危険物取扱者などの資格保持者である。

## 現在の担当番組
テレビ
- 金YO!瓦BAN - サブMC、レポーター
- 岩手日報IBCニュース
- わが町バンザイ[5]

ラジオ
- ワイドステーション（月曜・火曜担当、火曜は2012年10月より）
- 神山浩樹ののびのびサタデー
- 気象と防災ラジオメモ!（番組制作も兼務）

## 過去の担当番組
テレビ
- じゃじゃじゃFriday（司会）
- どんパラ（どんchanパラダイス→どんぴしゃ8時!パラボラざうるす）
- ニュースエコー（キャスター及び気象情報担当）
- 積水ハウス・ふれあいトーキング

ラジオ
- ワイドステーション金曜日
- 歌って!笑って!!民謡まわり舞台（2009年4月 - 2018年3月）